# Алпатов, Михаил Владимирович
Михаи́л Влади́мирович Алпа́тов (10 декабря 1902, Москва — 9 мая 1986, там же) — советский искусствовед, педагог и мемуарист.
Доктор искусствоведения. Действительный член Академии художеств СССР (1954), заслуженный деятель искусств РСФСР (1958). Лауреат Государственной премии СССР (1974). Член-корреспондент Австрийской академии наук.

## Биография
М. В. Алпатов — выходец из московской буржуазной семьи. Племянник В. А. Капустина — историка подмосковного села Леоново и внук О. А. Найдёновой, сестры московского предпринимателя и краеведа Николая Найдёнова. Двоюродный племянник писателя Алексея Ремизова.
Учился на отделении теории и истории искусства историко-филологического факультета МГУ (1919—1921); в числе его педагогов — Б. Р. Виппер и А. Г. Габричевский. В 1921—1923 годах Алпатов работал в Музее изобразительных искусств; в 1923—1930 годах — в Институте археологии и искусствоведения РАНИОН. В 1925 году защитил кандидатскую диссертацию по истории древнерусской живописи; докторской диссертацией (1940) стала монография «Итальянское искусство эпохи Данте и Джотто» (1939).
В 1943 году Алпатов возглавил кафедру истории русского искусства, которая была тогда создана при филологическом факультете МГУ. Однако критические отзывы о работах Алпатова (во многом инспирированные А. А. Фёдоровым-Давыдовым) не могли не привести к оргвыводам. В результате Михаил Владимирович — как и позднее его брат, биолог Владимир Владимирович Алпатов — был вынужден покинуть Московский государственный университет.
С 1943 года и до конца жизни Алпатов работал в Московском художественном институте имени И. В. Сурикова. Среди его учеников: известные современные художники Илья Кабаков и Эрик Булатов.
Похоронен на Ваганьковском кладбище (49 уч.).

## Научный вклад
Наиболее известным трудом Алпатова является трёхтомная «Всеобщая история искусств», до сих пор пользующаяся популярностью у студентов и всех интересующихся историей изобразительного искусства. Круг научных интересов Алпатова был чрезвычайно широк. Он одинаково квалифицированно писал о творчестве Андрея Рублёва, проблемах итальянского Возрождения и искусстве Древней Греции.
Излюбленный им жанр небольшого искусствоведческого «этюда» стал своего рода фирменным знаком научного метода Алпатова, во многом вобравшего в себя исследовательские принципы Ганса Зедльмайра и Д. В. Айналова. Труды Алпатова снискали известность не только в СССР, но и за рубежом. Его книги публиковались на семнадцати языках мира.
Вот мне приходится читать статьи искусствоведа нашего Алпатова — учёно, книжно, а не выстрадано, не выбелено и потому — холодно, мертво (Пастернак).
Лекции Алпатова вызывали большой интерес у студенческой аудитории, в том числе и в последний период его жизни, после перенесённой тяжёлой болезни. Вот как отзывался о них известный художник Элий Белютин:
Михаил Владимирович Алпатов строил каждую лекцию как ряд определённых эмоциональных образов, соответствующим образом настраивался и ни в чём не изменял единожды взятой тональности. Это был мир того художника или художественной школы, о которых он говорил.

## Увлечения
Кроме того, Алпатов сочинял стихи (в традициях Серебряного века), рисовал, преимущественно пастелью (в стиле, близком манере Анри Матисса), писал литературоведческие статьи и оставил интересные воспоминания. Большой интерес представляет его переписка с пианисткой Марией Юдиной и филологом Наумом Берковским.

## Мемуары Алпатова
Эскизный характер присущ опубликованным посмертно, в 1994 году, мемуарам Алпатова. Это яркое, живое повествование об истории рода Алпатовых—Капустиных, о многочисленных заграничных поездках учёного, о его встречах и дружеских связях с выдающимися деятелями отечественной и зарубежной культуры. Среди персонажей «Воспоминаний» — Пабло Пикассо, Марк Шагал, Александр Бенуа, Анна Ахматова, Борис Пастернак, Павел Кузнецов, Владимир Фаворский, Роберт Фальк, Константин Мельников. Особое внимание уделено далеко не безоблачным отношениям Алпатова с известным искусствоведом Виктором Лазаревым. Критично отозвался Алпатов и об Андрее Тарковском: он был одним из консультантов фильма «Андрей Рублёв», встречался с Тарковским и беседовал с ним о русской иконе, но остался недоволен художественным результатом.
Алпатову был свойственен высочайший демократизм в общении как со знаменитостями, так и с малоизвестными художниками и просто ценителями искусства. Для него 
«не существовало табеля о рангах, и если в круг его внимания попадали два художника, в равной степени ему симпатичные, но один из которых был широко известен, а другой по разным причинам пребывает в тени, он отдавал предпочтение последнему»

## Основная библиография
- Очерки по истории портрета. — М.; Л., 1937.
- Итальянское искусство эпохи Данте и Джотто. — М.; Л., 1939.
- Этюды по истории западноевропейского искусства. — М.; Л., 1939.
  - Этюды по истории западноевропейского искусства. — 2-е изд., доп. — М.: Изд-во Акад. художеств СССР, 1963. — 425, [238] с.
- Всеобщая история искусств. Т. 1—3. М.; Л., 1948—1955.
- The Russian Impact on Art. N.Y., 1950 (на русском языке эта книга не публиковалась).
- Александр Андреевич Иванов. Т. 1—2. М., 1956.
- Андрей Рублёв. — М.: Искусство, 1959. — 40, [60] с.
- Этюды по истории русского искусства. Т. 1—2. М., 1967.
- Матисс. — М.: Искусство, 1969. — 108, [82] с. — 30 000 экз.
- Андрей Рублёв: альбом. — М.: Изобразительное искусство, 1972. — 208 с. — 35 000 экз.
- Древнерусская иконопись: альбом. — М.: Искусство, 1974. — 332 с.
  - Древнерусская иконопись: альбом. — 2-е изд. — М.: Искусство, 1978. — 332 с.
  - Древнерусская иконопись: альбом. — 3-е изд. — М.: Искусство, 1984. — 332 с.
- Художественные проблемы итальянского Возрождения. — М.: Искусство, 1976. — 288, [248] с.
- Этюды по всеобщей истории искусств. — М., 1979. — (Библиотека искусствознания).
- Феофан Грек. — М.: Изобразительное искусство, 1979. — 200 с.
  - Феофан Грек. — 2-е изд. — М.: Изобразительное искусство, 1984. — 208 с.
  - Феофан Грек. — 3-е изд., испр. и доп. — М.: Изобразительное искусство, 1990. — 208 с. — ISBN 5-85200-187-2.
- Камиль Коро. — М.: Изобразительное искусство, 1984. — 176 с.
- Художественные проблемы искусства Древней Греции. — М.: Искусство, 1987. — 224, [224] с.
- Немеркнущее наследие: книга для учителя. М.: Просвещение, 1990. — 304 с. ISBN 5-09-001146-X.
- Воспоминания : Творческая судьба. Семейная хроника. Годы учения. Города и страны. Люди искусства. — М.: Искусство, 1994. — 255, [2], [72] с. — ISBN 5-210-02543-8.